# بيل كلارك (لاعب كرة قدم كندية)
بيل كلارك هو لاعب كرة قدم كندية كندي، ولد في 25 نوفمبر 1932 في ريجاينا في كندا، وتوفي بنفس المكان في 20 ديسمبر 2000 بسبب مرض باركنسون.